# Jean Mathonet
Jean Mathonet, né le 6 octobre 1925 à Herve et mort le 1er juin 2004 à Liège, est un ancien footballeur belge.

## Biographie
Jean Mathonet a été, en 1955-1956, le meilleur buteur du Championnat de Belgique avec 26 buts. Il a fait l'essentiel de sa carrière au Standard de Liège, de 1945 à 1960 pour lequel il a joué 375 matchs et inscrit 143 buts. 
Il a aussi joué à 13 reprises sous le maillot des Diables Rouges entre 1952 et 1958.

## Palmarès
- Champion de Belgique en 1958
- Vainqueur de la Coupe de Belgique en 1954